# Ghidici
Ghidici est une commune roumaine située dans le județ de Dolj.